# Reinhold Fahlbusch

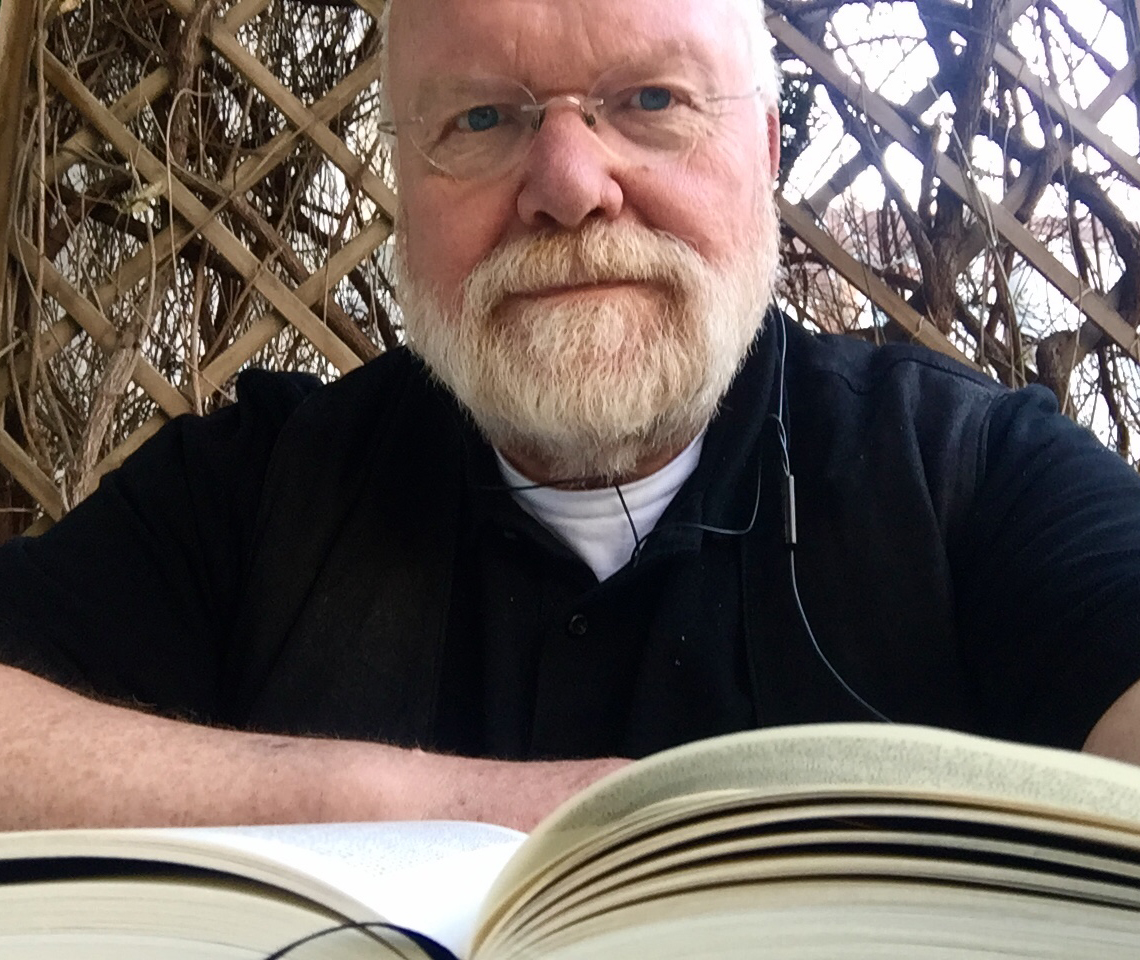
Reinhold Fahlbusch

Reinhold Fahlbusch (geboren 9. September 1946 in Hannover) ist ein ehemaliger Bankmanager und deutscher Autor.

## Leben
Der Sohn katholischer Eltern, eines Maurers und einer Hausfrau aus dem Eichsfeld, wuchs mit zwei Geschwistern im Stadtteil Linden auf. Fahlbusch besuchte die Mittelschulen am Lindener Berg und im Fössefeld.
Danach absolvierte eine Lehre zum Bankkaufmann bei der Kreissparkasse Hannover und bildete sich berufsbegleitend weiter. Seine Tätigkeit im Bankgeschäft beendete er nach 42 Jahren als Bereichsleiter in der Hauptverwaltung der Deutschen Apotheker- und Ärztebank in Düsseldorf. Ab Mitte der 1990er Jahre brachte er als Herausgeber und Autor betriebswirtschaftliche Ratgeber für Apotheker und Ärzte heraus und war als Dozent und Berater tätig.

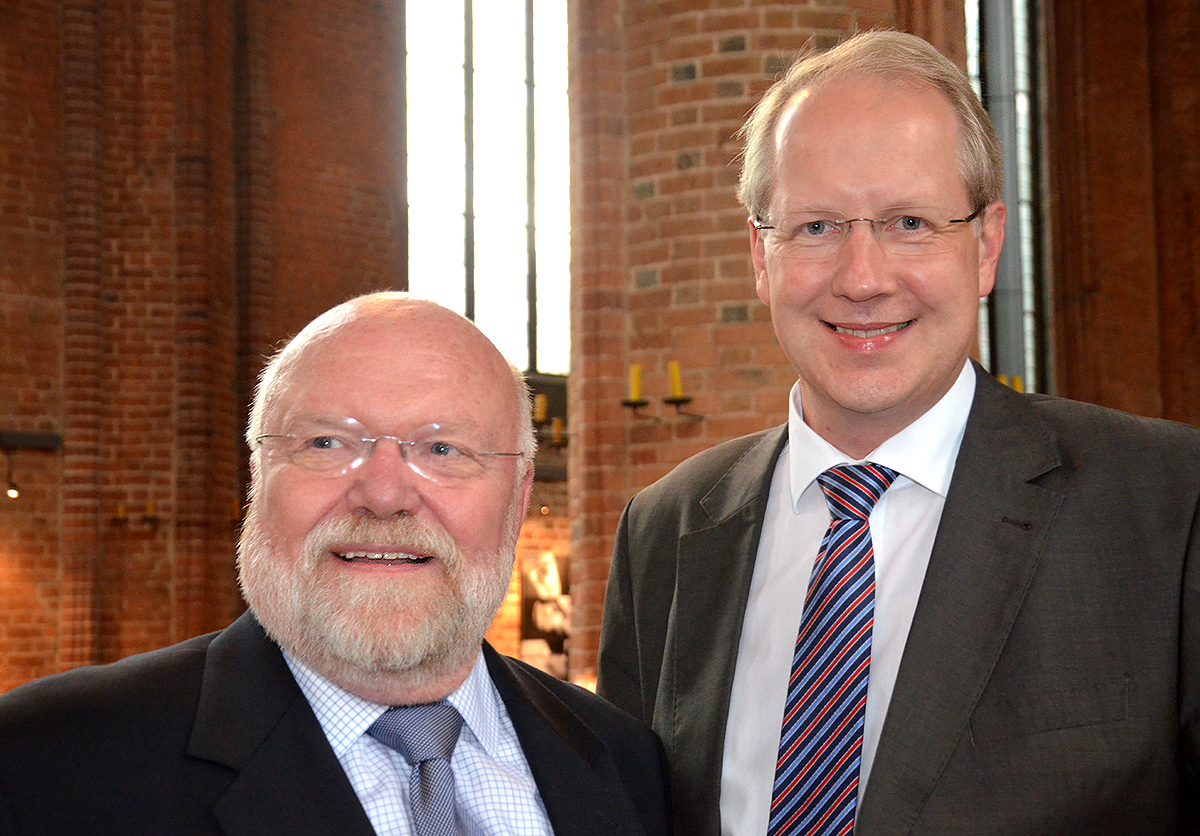
Reinhold Fahlbusch (links) mit dem Oberbürgermeister der Landeshauptstadt Hannover, Stefan Schostok, 2015 in der Marktkirche anlässlich der Verabschiedung Fahlbuschs als Vorstandsvorsitzender des Sozialkaufhauses fairKauf:

Fahlbusch war seit der Gründung im Juli 2007 Vorstandsvorsitzender des Sozialkaufhauses „fairKauf“ und leitete das genossenschaftliche Projekt bis zu seiner Verabschiedung im Juli 2015. Unter seiner Ägide expandierte fairKauf mit Filialen in Laatzen, Langenhagen und Linden und wurde mit bundesweiten Preisen ausgezeichnet.
Daneben war Reinhold Fahlbusch von 2007 bis 2015 im Aufsichtsrat des Diakonischen Werks Stadtverband Hannover und wurde 2010 Stiftungsvorsteher der Johann-Jobst Wagener’schen Stiftung, nachdem sein Vorgänger wegen Untreue aus diesem Amt entfernt worden war. 2013 wurde Fahlbusch vom Rat der Landeshauptstadt Hannover als beratendes Mitglied in den Sozialausschuss berufen und im Juli 2015 vom Rat der Landeshauptstadt Hannover als Mitglied des Widerspruchsbeirates gewählt. Im Dezember 2014 wurde er vom Freundeskreis Hannover mit dem Stadtkulturpreis für bürgerschaftliches Engagement ausgezeichnet.
Für seine vielfältigen Initiativen für obdachlose, langzeitarbeitslose und andere benachteiligte Menschen sowie die langjährige Förderung der von ihm mitgegründeten Genossenschaft fairKauf eG wurde Fahlbusch durch Bundespräsident Frank-Walter Steinmeier mit der Verleihung des Bundesverdienstkreuzes am Bande ausgezeichnet. Die Ehrung übernahm stellvertretend Hannovers Oberbürger Belit Onay am 25. Juli 2023 bei einer Feierstunde im Neuen Rathaus der Landeshauptstadt.
Reinhold Fahlbusch ist verheiratet und hat zwei Söhne.

## Schriften
- mit Uwe Zeidler: Altersvorsorge: Strategisch angehen. In: Deutsches Ärzteblatt 2004, 101(14): A-952, online.
- mit Corinna Renz: Finanzplanung für Apotheker. Liquidität steuern, Vermögen aufbauen und sichern. Govi-Verlag, Eschborn 2008, ISBN 978-3-7741-1077-9.
- Investitionen und Finanzierung, in: Rolf-Rainer Riedel (Hrsg.): Wirtschaftlich erfolgreich in der Arztpraxis: das Einmaleins der Betriebswirtschaft für Ärzte, Deutscher Ärzteverlag, 2., völlig überarb. Aufl., Köln 2009, ISBN 3-7691-3284-X, S. 149–178
- Gerechtigkeit hat große Chancen. In: Walter Lampe (Hrsg.): fairKauf. Das soziale Kaufhaus in Hannover. MediaLIT Verlag, Hannover 2009, ISBN 978-3-9813093-1-7, S. 19–28.

Herausgeber
- Arzt und Praxisabgabe. planen, entscheiden, durchführen. Deutscher Ärzte-Verlag, Köln 2005, ISBN 3-7691-3245-9.
- mit Michael Freese, Hans Binsch: Arzt und Niederlassung. Praxisübernahme, Neugründung und Kooperationen richtig durchführen. 2. überarbeitete Auflage. Deutscher Ärzte-Verlag, Köln 2008, ISBN 978-3-7691-3327-1.
- mit Ralf Hoburg, Karl-Heinz Meilwes und Matthias Stahlmann: Christliche Mildtätigkeit in Sozialkaufhäusern. Hintergründe – Konzepte – Alternativen. Konzept gegen Armut? 2. Auflage. MediaLIT Verlag, Hannover 2013, ISBN 978-3-9813093-2-4.
- mit Ralf Hoburg (Hrsg.): „Bis hierher ...“ Die Wagenersche Stiftung in Hannover in Wort und Bild., MediaLIT-Verlag Hannover 2018, ISBN 978-3-9813093-6-2